# Cihelny v Trnavě

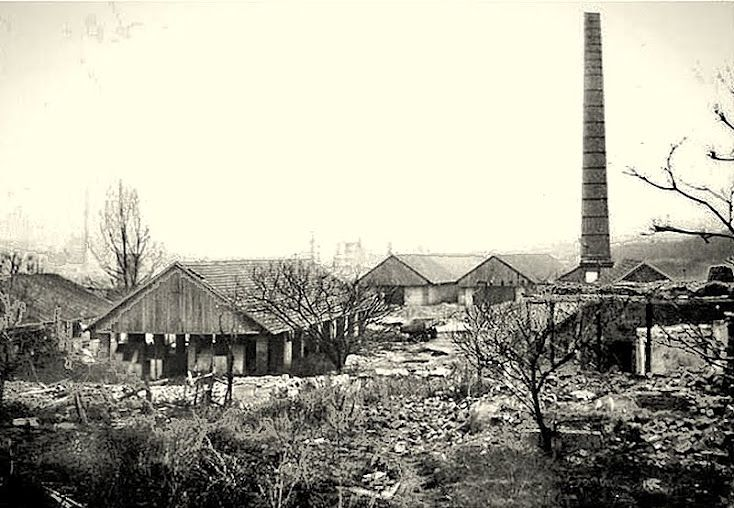
Demeterova cihelna

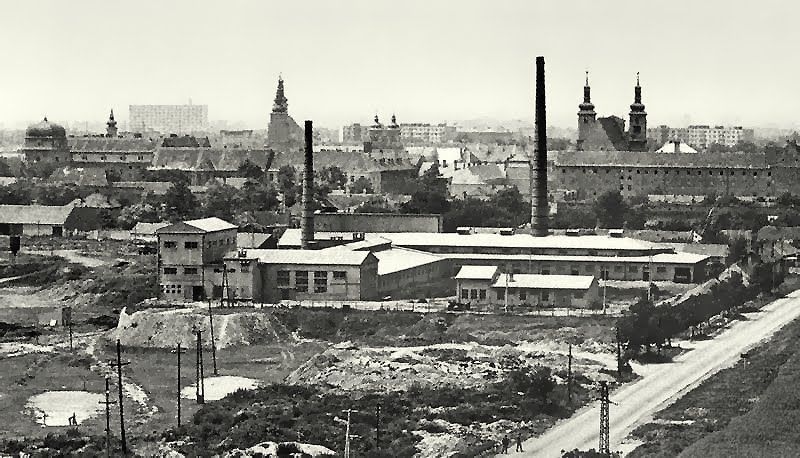
Diamantová cihelna

Počátek pálených cihel se v Trnavě datuje již od 12. století. Dokazují to mnohé archeologické výzkumy.
Ke konci 19. století v oblasti města fungovaly až 4 cihelny. Ve 30. letech 20. století zaměstnávaly trnavské cihelny 200 dělníků. Výroba pálených cihel setrvala v Trnavě i po II. světové válce a zanikla až v 70. letech 20. století.
Připomínkou po více než osm století trvající cihlářské výrobě v Trnavě je rozsáhlá nížina za východním městským opevněním táhnoucí se až ke dnešní ulici Vladimíra Clementisa.

## Cihelny
Za jednu z nejstarších značek trnavské městské cihelny považujeme znak na cihle z konce 16. století s vystouplým znakem kříže na jedné a negativním znamením kříže v plastickém kruhu na druhé straně.
Později ho nahrazuje vystouplý znak čtyřšpicového kola, což byla stylizovaná forma trnavského městského znaku. Tento znak se objevuje jak na cihlách, tak i na dlaždicích. Koncem 16. a začátkem 17. století se setkáváme se značkou šestišpicového kola  v průběhu 17. století se znakem čtyřšpicového kola s iniciálami IE. Všechny tyto cihly se pravděpodobně produkovaly v cihelně v místě dnešního sídliště Kopánka (Reidnerova). 

### Paxyho a Reidnerova cihelna
Dobové dokumenty uvádějí založení této cihelny v roce 1600. Vedle těchto cihel se setkáváme i s cihlářskými značkami trnavské cihelny Juraje Paxyho - cihla s vystouplým nápisem G.PAXY 1743 a cihla s vystouplým nápisem Paxi 1746. V druhé polovině 19. století se začínají objevovat značky Reidnerovy cihelny v Trnavě: čtyřšpicové kolo a vystouplý nápis REIDNER, městský znak Trnavy s hlavou Krista v osmišpicovém kole a písmenem R a zabroušený nápis REIDNER.

### Demeterova cihelna

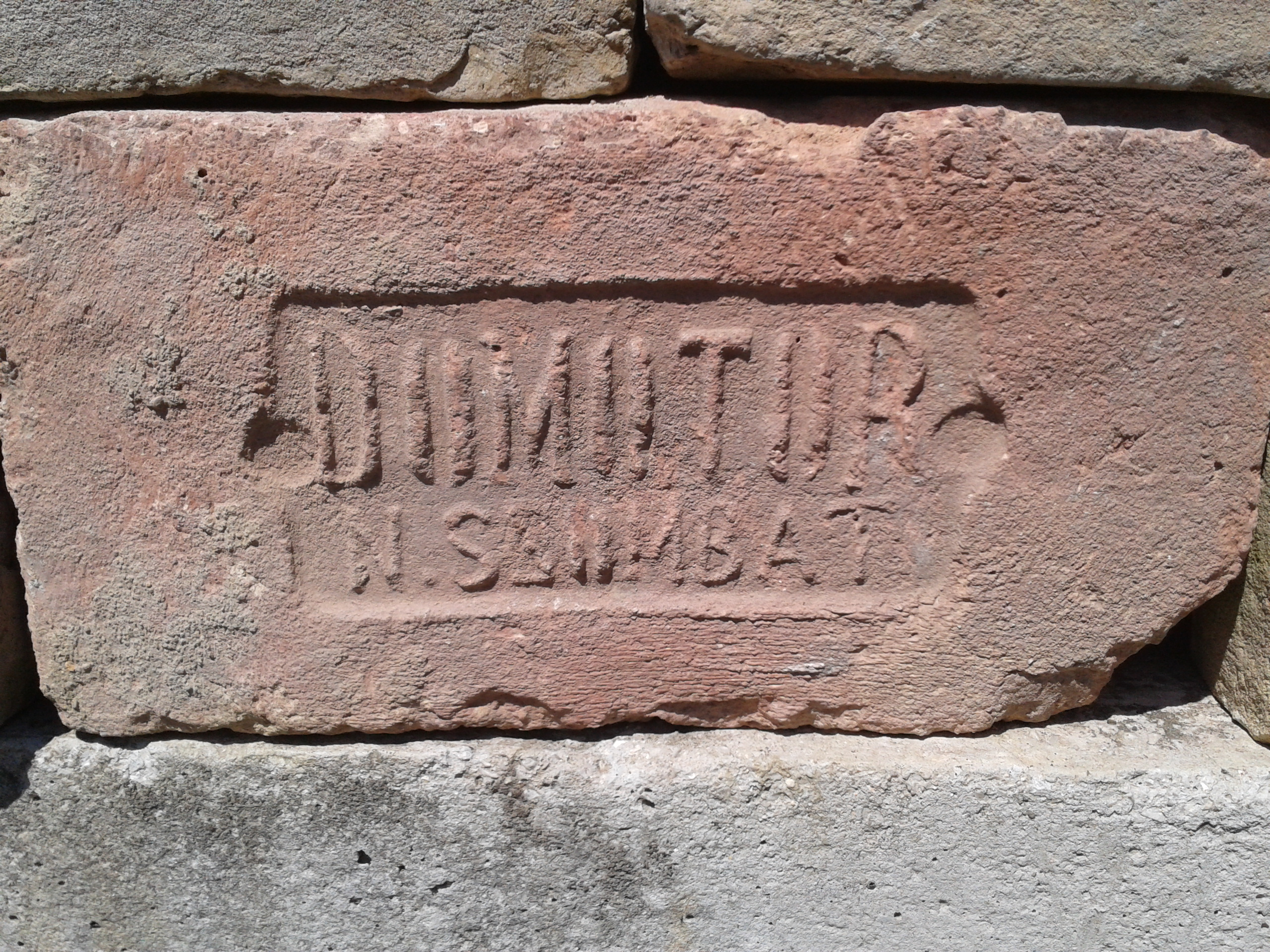
Cihla z Demeterovy cihelny

Demeterova cihelna byla postavena v roce 1863 na místě prvního cukrovaru v Trnavě.
Byla umístěna severně od zimního stadionu na Hluboké ulici. Nezděné přístřešky v jejím areálu sloužily na dosušování surových cihel před jejich vypálením. Po roce 1948 byla zestátněna. Používala vhoubenou značku Dömötör, nebo značku Dömötör N. Szombat.

### Diamantová cihelna
Cihelna ze začátku 20. století, která se specializovala zejména na výrobu patentovaných na všech stranách uzavřených a dutých cihel Hexa. Sídlila na Bučianské cestě a stála na místě současného sídliště Družba. Majitelem byl Heinrich Diamant, který se jako jeden z mnoha výhodně dostal k židovskému majetku jako arizátor cihelny, kterou předtím vlastnili Fridrich Matzner a Alexander Adler.

### Schenk-Rothova cihelna
V roce 1906 byla založena parní cihelna Schenk a Roth, která vyráběla ruční, strojní a duté cihly i dlaždice. Používala značku SCHENK ROTH NAGY Szombathy. Výrobky z této cihelny byly pro svou kvalitu mimořádně žádané, zejména nejjemnější obkladové cihly, tzv. lícovky, se dodávaly do Vysokých Tater jako obkladový materiál hotelů a chat.

### Mitáčekova a Jurkovičova cihelna
V 19. století se vyráběly cihly se značkami MP 1889 a M & amp; R ' z roku 1887. Jde o produkty cihelny Pavla Mitáčka, která působila od druhé poloviny 19. století až do roku 1905. Z mladších variant jsou cihly s nápisem MITTACSEK P. a číslem výrobní série.
Od Pavla Mitáčka ji v roce 1913 koupil Ing. Dušan Jurkovič. Cihlářským mistrem zde byl Juraj Vyskočil, pozdější starosta Trnavy. Používala značku písmeno J na levé straně a sériovou číslici na pravé straně. Firma vyráběla slovenskou patentovanou cihlu Aristos, ruční, strojní, prolisované cihly, tašky ruční, strojní, šupinové a falcové, dlaždice a korýtka. V 50. letech byla cihelna znárodněna a pojmenována jako Západoslovenské cihelny, n. p., výrobna č. 3. Cihelna byla zrušena začátkem 80. let 20. st. a všechny ostatní v letech předtím.